# Henderson (Texas)
Henderson is een plaats (city) in de Amerikaanse staat Texas, en valt bestuurlijk gezien onder Rusk County.

## Demografie
Bij de volkstelling in 2000 werd het aantal inwoners vastgesteld op 11.273.
In 2006 is het aantal inwoners door het United States Census Bureau geschat op 11.584, een stijging van 311 (2.8%).

## Geografie
Volgens het United States Census Bureau beslaat de plaats een oppervlakte van
31,1 km², waarvan 30,8 km² land en 0,3 km² water. Henderson ligt op ongeveer 156 m boven zeeniveau.

## Plaatsen in de nabije omgeving
De onderstaande figuur toont nabijgelegen plaatsen in een straal van 32 km rond Henderson.

## Geboren
- Sandy Duncan (1946), actrice, filmproducente en scenarioschrijfster